# Apamea flavomaculata
Apamea flavomaculata là một loài bướm đêm trong họ Noctuidae.